# Myśliborki
Myśliborki (deutsch Mützelburg) ist ein Wohnplatz in der Woiwodschaft Westpommern in Polen. Er gehört zur Gmina Przelewice (Gemeinde Prillwitz) im Powiat Pyrzycki (Pyritzer Kreis).
Der Wohnplatz liegt in Hinterpommern, etwa 45 km südöstlich von Stettin und etwa 10 km südöstlich der Kreisstadt Pyrzyce (Pyritz).
Der Wohnplatz war ein Vorwerk von Kossin. Ursprünglich gehörte das ritterfreie Vorwerk Mützelburg zur Neumark, nicht wie Kossin zu Pommern. Im Jahre 1781 wurde Mützelburg mit Kossin dergestalt verbunden, dass die Pommersche Regierung in Stettin auch für Mützelburg zuständig wurde und insbesondere das Hypothekenbuch zu führen hatte. Dies erfolgte  unbeschadet der Neumärkischen Territorialrechte. Erst 1816 wurde Mützelburg aus dem neumärkischen Kreis Soldin in den pommerschen Kreis Pyritz umgegliedert.
Das Vorwerk Mützelburg gehörte hälftig den Besitzern der Gutsanteile Kossin a und Kossin b, nach der 1791 erfolgten Vereinigung der beiden Gutsanteile dem Besitzer von Kossin.
Um 1865 gab es im Vorwerk Mützelburg 4 Wohnhäuser mit 19 Einwohnern; das Areal des Vorwerks umfasste 1862 Morgen Land. Im Vorwerk Mützelburg befand sich auch die Schäferei des Hauptgutes. 
Bis 1945 bildete Mützelburg einen Ortsteil der Gemeinde Kossin und gehörte mit dieser zum Landkreis Pyritz in der preußischen Provinz Pommern.
Nach dem Zweiten Weltkrieg kam Mützelburg, wie ganz Hinterpommern, an Polen. Der Ortsname wurde zu „Myśliborki“ polonisiert.